# Ed Dwight
Vous lisez un « bon article » labellisé en 2024.
Ne doit pas être confondu avec Edward White.
Pour les articles homonymes, voir Dwight.
Edward Joseph Dwight Jr. dit Ed Dwight, né le 9 septembre 1933 à Kansas City, est un sculpteur américain, anciennement pilote d'essai. Il est le premier Afro-Américain à avoir intégré le programme d'entraînement de l'US Air Force dans lequel la NASA sélectionnait les astronautes. De manière controversée, il n'est pas sélectionné pour rejoindre officiellement la NASA. Il réussit finalement à effectuer un vol spatial le 19 mai 2024 à l'âge de 90 ans, dépassant William Shatner en tant que personne la plus âgée à avoir volé dans l'espace.
Passionné dès son plus jeune âge par l'aviation, Ed Dwight est un élève brillant et il devient le premier homme afro-américain diplômé de la Bishop Ward High School, un lycée privé catholique de Kansas City. Il entreprend alors des études d'ingénierie et intègre, après une déconvenue liée à sa couleur de peau, l'US Air Force. En 1955, il obtient ses ailes et vole sur différents avions dont certains à réaction. Après avoir servi au Japon pendant un an, il revient aux États-Unis. L'administration Kennedy souhaite alors promouvoir les minorités et utilise ce fait à des fins de relations publiques. Ed Dwight est ainsi sélectionné pour rejoindre un programme d'entrainement de l'US Air Force qui peut mener à une future sélection par la NASA dans le corps des astronautes. Il est alors en tête de nombreux journaux afro-américains, certains titrant même qu'il pourrait être le premier homme à marcher sur la Lune. Finalement, Ed Dwight n'est pas sélectionné par la NASA. Si aucun fait précis ne permet de déterminer si la NASA a écarté Ed Dwight pour des questions raciales, en grande partie car cette dernière ne s'est jamais officiellement exprimée à son sujet, il existe néanmoins plusieurs éléments en faveur de cette hypothèse.
Face aux différentes polémiques, il démissionne de l'USAF en 1966. Il exerce différents métiers et s'installe finalement comme sculpteur à partir du milieu des années 1970. Il a réalisé à ce jour un total de 132 mémoriaux, monuments et installations d'art public, ainsi que quelque 20 000 sculptures. Il commémore les héros noirs, principalement du début de l'histoire des Afro-Américains, notamment l'esclavage, l'émancipation et l'après-reconstruction. Sa société est l'un des plus grands centres privés de production de sculptures de l'Ouest des États-Unis.

## Biographie

### Jeunesse
Edward Joseph Dwight Jr. naît le 9 septembre 1933 à Kansas City, au Kansas,,. Il est le fils de Georgia Baker Dwight (1909-2006) et d'Edward Joseph Dwight Sr (1905-1975), joueur de baseball qui jouera en deuxième base et au champ centre pour les Monarchs de Kansas City et d'autres équipes de la Negro League de 1924 à 1937,,,,. Avec ses quatre sœurs, Ed Dwight fréquente l'école primaire Our Lady of Perpetual Help à Kansas City. Sa famille est très catholique et le travail est mis en avant.
Dès son plus jeune âge, il découvre l'aviation en observant les avions décoller depuis l'aéroport municipal de Fairfax (en), proche de l'habitation familiale. Il dessine ces avions de la Seconde Guerre mondiale des heures durant,. Pendant son adolescence, il livre des journaux et découvre un jour le pilote de l'US Air Force Dayton Ragland, un Afro-Américain de Kansas City, en première page de l'hebdomadaire afro-américain The Call,,. Il ne peut imaginer devenir pilote dans une ville où sévit la ségrégation raciale. Il « s’emballe » immédiatement, tout en pensant : « C'est de la folie. Je ne savais même pas qu'on laissait les pilotes noirs s'approcher des avions. Et pourquoi je ne le savais pas ? […] Où a-t-il été formé ? Comment est-il entré dans l'armée ? Comment tout cela a-t-il pu se produire juste sous mon nez ? ». Même si le pilote a été abattu au-dessus de la Corée du Nord et est retenu comme prisonnier de guerre, cela n'affecte pas l’enthousiasme d’Ed Dwight à l'idée qu'un Afro-Américain puisse piloter un avion à réaction. Il n'est alors que plus intéressé par l'aviation et se rend régulièrement à la bibliothèque de la Northeast Junior High School pour y lire des manuels de vol et réaliser les tests à la fin de ceux-ci,. C'est de plus un lecteur passionné et un artiste talentueux, doué pour la mécanique et aimant travailler de ses mains.
En 1951, il devient le premier homme afro-américain diplômé de la Bishop Ward High School, un lycée privé catholique de Kansas City,. Il est membre de la National Honor Society (en). Ses résultats sont très bons à la course et au football ainsi qu'en boxe.
Après sa sortie de l'école, Ed Dwight s'inscrit au Kansas City Junior College (en) où il étudie l'ingénierie. Il souhaite alors devenir pilote et se rend au service local de recrutement de l'US Air Force. Malgré l'Executive Order 9981, décret qui abolit les discriminations fondées sur la couleur de peau, on lui répond que l'USAF n'est pas faite pour « les personnes de son genre ». Sa candidature est refusée soi-disant pour sa petite taille (1,60 m) et un trouble de la parole, car il bégaye. Il ne renonce pas et écrit au Pentagone, qui lui indique quand une équipe de recruteurs passera à son école,. Trente-trois étudiants de son école sont alors envoyés à Denver pour y passer des tests. Ed Dwight a déjà passé ces tests lors de ses lectures des manuels de vol ; sur les trente-trois candidats, il est le seul à réussir,. Le 7 août 1953, après avoir reçu son diplôme, il rejoint donc l'USAF,,.

### Début de sa carrière militaire

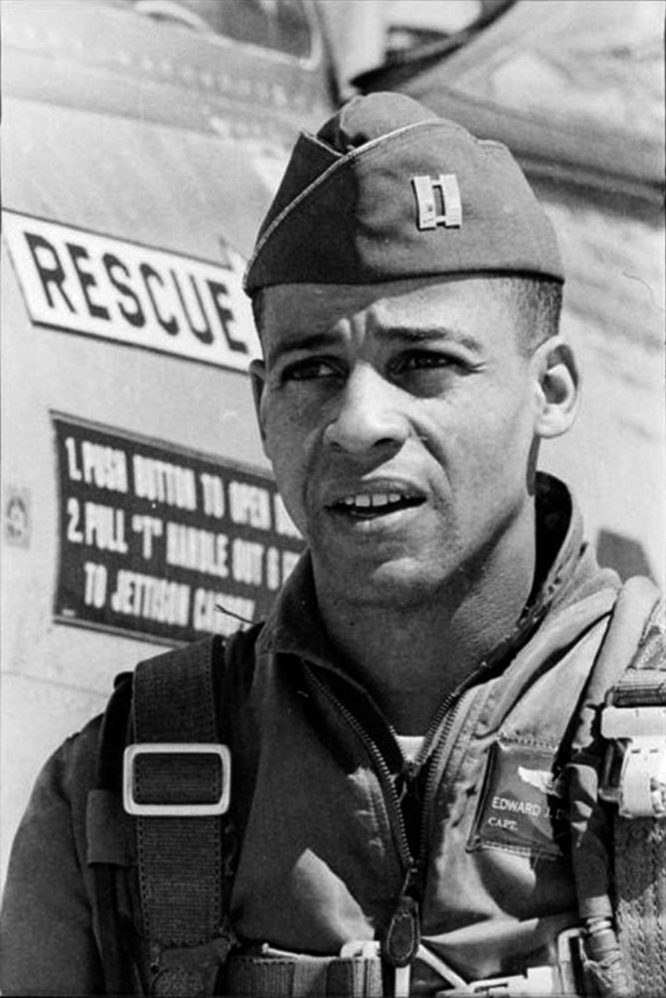
Ed Dwight en tenue de pilote.

Il suit sa formation d'aviateur et de cadet à la base aérienne de Lackland, près de San Antonio, au Texas. Il se rend ensuite à la base aérienne de Malden, dans le Missouri, pour terminer sa formation au pilotage. En 1955, il obtient ses ailes et devient second-lieutenant avant d'être affecté à la base aérienne de Williams, au sud-est de Phoenix, en Arizona. Il apprend à piloter des avions à réaction et est le premier de sa classe à voler en solo sur un Lockheed T-33. Il devient alors instructeur et reste deux ans et demi à la base de Williams. En parallèle, il suit des cours du soir à l'université d'État de l'Arizona d'où il est diplômé avec mention en 1957 d'un Bachelor of Science en ingénierie aéronautique. Ed Dwight est passionné et vole beaucoup en dehors de ses heures de service. Il est apprécié par de nombreux collègues et supérieurs.
Après avoir été pendant un an posté au Japon comme pilote sur le bombardier Martin B-57, il revient aux États-Unis pour travailler pour le Strategic Air Command sur la Travis Air Force Base en Californie.

### Potentiel premier astronaute afro-américain
En 1961, l'administration Kennedy s'aperçoit que la totalité des astronautes de l'époque sont des blancs et souhaite inclure un Afro-Américain dans le programme spatial de la NASA,. Le corps des astronautes est à l'époque entièrement composé de militaires et les pouvoirs publics ne peuvent pas intervenir directement sur la sélection. Le président Dwight D. Eisenhower avait décrété que les astronautes seraient du monde militaire. Cette décision, selon Bill Barry, historien de l'agence spatiale, amène à ce que « une fois que vous avez fait cela, vous intégrez tous les éléments qui existent déjà. Par exemple, il n'y a pas d'Afro-Américains qui soient pilotes d'essai. Il n'y a pas de femmes pilotes d'essai ».
Néanmoins, en juillet 1961, l'assistant du président, Fred Dutton (en), envoie un mémo à Adam Yarmolinsky (en), collaborateur du secrétaire à la Défense, lui indiquant « qu'à des fins symboliques, pour franchir les frontières de l'espace, ce pays devrait avoir des membres qualifiés issus de minorités ». Ce dernier nie que l'USAF n'intègre pas délibérément des minorités et la sélection des astronautes, qui mène au Mercury Seven, n'évolue pas malgré les différentes demandes, dont notamment un mémo à James Webb, l'administrateur à l'époque de la NASA. En 1962, le président Kennedy ou son frère Robert, alors procureur général des États-Unis, pousse le général Curtis LeMay à faire en sorte que les élèves de l'école des pilotes d'essai de l'United States Air Force basée à l'Edwards Air Force Base puissent intégrer le corps des astronautes,. Après une formation de sept mois, les candidats peuvent être nommés à la tête d'une mission spatiale, comme les astronautes Virgil Grissom, Deke Slayton ou encore Leroy Cooper qui sont d'anciens membres de cette école. Ed Dwight, qui possède le profil pour entrer à l'école, est alors contacté. Selon ses dires, il reçoit une lettre du président Kennedy lui demandant s'il veut « être l'un des plus grands Noirs [negro] qui ait jamais vécu » et celui-ci aurait même appelé ses parents pour les féliciter,. Il accepte, est muté sur la base d'Edwards et passe différents tests, sachant que s'il les réussit, il pourrait être l'un des futurs astronautes à aller sur la Lune, car selon lui, « Kennedy rêvait d'avoir un Noir et un Asiatique lors de la première mission sur la Lune »,.
Chuck Yeager, le premier homme à avoir passé le mur du son, est alors le commandant de la base aérienne. Selon ses dires, onze pilotes sont sélectionnés pour rejoindre les cours et aucun Noir. Il est alors contacté par Curtis LeMay qui lui indique : « Bobby Kennedy veut un homme de couleur dans l'espace. Mettez-en un dans votre cours. » Le nombre d'acceptés est revu à la hausse et Ed Dwight est finalement accepté, alors qu'il était 36e sur 37 lors des évaluations.
La compétition avec les autres candidats est rude face à l'enjeu et Ed Dwight commence à se voir comme une cible car il est soutenu par le président Kennedy et a été accepté à la place de blancs plus qualifiés,. Un officier supérieur aurait déclaré, en s’adressant aux équipes de formation des pilotes : « Washington essaie de nous faire avaler des nègres, et […] cela va nuire à ce programme et détruire tout ce que vous avez mis en place,. » Les autres candidats ont ordre de « ne pas lui parler, de ne pas le fréquenter, de lui rendre la vie inconfortable pour qu'il abandonne ». Il se plaint alors d'un racisme omniprésent, ce qui remonte à l'administration. Cette dernière envoie alors des enquêteurs du bureau du procureur général Bobby Kennedy. Chuck Yeager se défend et indique qu'Ed Dwight est « un pilote moyen avec une formation moyenne » et que d'autres pilotes brillants n'ont pas pu participer au cours mais bien Ed Dwight. Ce dernier raconte que chaque lundi Chuck Yeager l’appelait à son bureau et lui demandait : « Es-tu prêt à démissionner ? C'est trop pour toi et tu vas te tuer, mon garçon ». Ces propos déplacés pousseront Ed Dwight à porter des accusations de partialité plus tard auprès de ses supérieurs.
En avril 1963, Ed Dwight se qualifie pour la phase 2 de la formation. Cette sélection attire l'attention des médias et il apparait en couverture de magazines d'information afro-américains tels que Ebony, Jet et Sepia,,,,. Les titres sont dithyrambiques et certains journaux indiquent même qu'il pourrait être le premier homme à marcher sur la Lune. Whitney Young, militant afro-américain pour les droits civiques, organise des dizaines de meetings dans de nombreuses écoles à travers le pays, durant lesquels Ed Dwight parle de sa future carrière d'astronaute. Il apparait également dans un film éducatif que la NASA utilise activement pour faire la promotion des études auprès des enfants afro-américains. La réaction des enfants à la vue d'un futur astronaute noir est enthousiaste : « Cela a fait beaucoup de bien. C'était la personne la plus proche d'un astronaute à laquelle notre groupe pouvait s'identifier ». Selon Charles Bolden, premier administrateur afro-américain de la NASA, « Dwight a été utilisé à des fins de propagande. Les hommes politiques voulaient prouver leur engagement pour les droits civiques et l'égalité pour tous ». L'United States Information Agency envoie des photos d'Ed Dwight aux journaux. Il fait la une de ceux-ci et reçoit de nombreuses lettres et prix et est même photographié avec diverses personnalités, dont Charlton Heston,. Il reçoit 1 500 lettres par jour et a même une secrétaire privée.
Finalement, Ed Dwight obtient la septième place parmi les dix-sept membres de la phase 2 et fait partie des vingt-six candidats astronautes que l'Air Force recommande à la NASA,. À l'automne 1963, la NASA sélectionne quatorze candidats astronautes mais pas Ed Dwight,,. Seulement deux qui ont suivi la formation avec lui à Edwards sont sélectionnés,. Le premier est Theodore Freeman, qui meurt quelques mois plus tard à bord de son T-33, et le second David Scott, qui vole sur Gemini 8, Apollo 9 et est commandant d'Apollo 15. Selon Ed Dwight, David Scott lui aurait même dit la veille de la sélection : « Seulement deux d’entre nous vont sortir de ça Ed, tu vas être choisi, et je vais être choisi. Ça va être toi et moi. » Les journalistes, lors de la présentation du groupe d'astronautes 3, sont alors surpris de ne pas y retrouver Ed Dwight. Un journaliste demande s'il n'y avait pas un Afro-Américain parmi les trente-quatre présélectionnés et obtient comme réponse de Deke Slayton un simple « non »,. Ed Dwight déclare des années plus tard que la Chambre des représentants et le Sénat ne souhaitaient pas un astronaute afro-américain ni une femme, car leur présence « aurait diminué la stature des sept premiers astronautes. ». À cette époque, il ne critique cependant pas la NASA directement et déclare : « C'était entièrement du ressort de la NASA. Ils avaient leurs besoins et critères, et je respecte leur décision ».
Si Ed Dwight espère encore faire partie du groupe d'astronautes 4 après sa non sélection en 1963, il perd son principal soutien lors de l'assassinat du président Kennedy au mois de novembre de la même année,. Après son diplôme, on lui propose de devenir agent de liaison avec des pilotes d'essai allemands, ce qu'il refuse. Il est alors muté à la Wright-Patterson Air Force Base en Ohio dans un bureau,,. Là-bas, il se plaint fortement du racisme ambiant et de la difficulté pour trouver un logement. Face à la situation, il écrit un rapport de quinze pages qu'il fait remonter à différents membres du congrès et à la Maison Blanche. Ce rapport finit dans un article du magazine afro-américain Ebony et chez le secrétaire à la Défense,. En ne passant pas par la chaine de commande, Ed Dwight énerve les haut-gradés et ses anciens supérieurs. Chuck Yeager le menace de l'attaquer en cour martiale pour insubordination. La NASA déclare : « Si [Dwight] n'a pas été sélectionné comme astronaute, cela ne signifie pas qu'il n'était pas qualifié. Cela signifie que quelqu'un de plus qualifié a été sélectionné avant lui. » L'histoire se tasse rapidement car elle sort en même temps que la première sortie extravéhiculaire américaine menée par Edward White lors de Gemini 4.
Lors d'une visite au Kenya après Gemini 5, Gordon Cooper déclare que la NASA n'a jamais pu trouver un candidat afro-américain qualifié pour devenir astronaute. Ed Dwight envoie une lettre de mécontentement à la Maison Blanche, mais on ne sait si le président Johnson l'a lue. Voyant sa carrière bloquée, il démissionne de l'armée de l'air en 1966 après treize ans de service,,,,.
Aucun fait précis n'a jamais permis de dire si la NASA avait bien écarté Ed Dwight pour des questions raciales. Elle n'a jamais donné d'explications détaillées sur les raisons de la non sélection d'Ed Dwight. Elle ne divulgue d'ailleurs toujours aucune information sur les critères exacts de sélection finale des astronautes. Si le président Kennedy est intervenu, c'est au niveau de l'USAF et non de la NASA. Lors d'une interview en octobre 2024, Ed Dwight déclare néanmoins que Kennedy aurait demandé à Wernher von Braun s'il pouvait mettre un astronaute noir dans son programme, ce que von Braun aurait refusé pour éviter des débats raciaux à la NASA. Sa non sélection reste, selon de nombreux observateurs, un coup raté pour l'administration Johnson, surtout au niveau des relations publiques. Ed Dwight est à l'époque aussi populaire dans les communautés afro-américaines que John Glenn, premier Américain à effectuer un vol orbital,.
Ed Dwight, dans son autobiographie, a cependant tendance, selon les auteurs Richard Paul et Steven Moss , « à peindre tous ceux qui ont agi contre lui (et même certaines personnes qui l’ont aidé) comme des personnes pathologiques, mauvaises, racistes, faisant partie d’un complot, et parfois tout cela à la fois ». De plus, Ed Dwight finit par entretenir ce mythe selon lequel il a été sélectionné pour être le premier astronaute noir, en déformant la réalité et exagérant les évènements. Si le racisme ambiant de l'époque n'est pas à démontrer, sa non sélection reste cependant controversée et étant donné l'ancienneté des faits, il est difficile de démêler les faits et les ressentis de chacun.
En 1967, Robert Henry Lawrence devient le premier Afro-Américain à être sélectionné comme astronaute mais il meurt peu après lors de l'écrasement de son F-104.

### Reconversion en tant que sculpteur
Après son départ de l'armée, Ed Dwight déménage à Denver, devient ingénieur pour la société IBM et finit par ouvrir un restaurant de grillades. Il devient également agent immobilier ainsi que cofondateur d'une école de pilotage d'avions à réaction. Malheureusement, un jour, ses six associés s'envolent, Ed Dwight étant resté au sol pour une vente immobilière, et s'écrasent quinze minutes après le décollage. Il n'y a aucun survivant et Ed Dwight ne vole plus jamais.
Il fonde et gère avec succès une société immobilière et ouvre quatre restaurants. S'il « construit parfois des choses avec de la ferraille », Ed Dwight continue sa carrière d'entrepreneur. En 1974, le premier lieutenant-gouverneur du Colorado afro-américain, George L. Brown (en), lui demande de créer sa statue pour le Capitole de l'État ,. Depuis son plus jeune âge, Ed Dwight est passionné pour l'art mais ses parents, notamment son père, l’ont poussé à entreprendre des études scientifiques. Lorsqu'il termine la statue, il est alors âgé de 45 ans et poursuit sa passion en s'inscrivant à l'université de Denver où il obtient un Master of Fine Arts en 1977. Il apprend notamment à utiliser une fonderie. Sa formation ainsi que son passé d'ingénieur lui permettent de réaliser des sculptures monumentales. Jusqu'à la fin des années 1970, il déclare « se promener comme un Blanc à la peau foncée » et ne pas connaitre grand-chose à l'histoire des Afro-Américains. C'est véritablement sous l'impulsion de George L. Brown qu'il se tourne vers l'art et la lutte afro-américaine. Il entame une seconde carrière en commémorant les héros noirs – un rôle qui n'avait pas encore été rempli alors que les États-Unis sortaient de deux décennies d'agitation autour des droits civiques.
Ed Dwight compte à ce jour un total de 132 mémoriaux, monuments et installations d'art public, ainsi que quelque 20 000 sculptures,,. On lui doit notamment sept statues de Martin Luther King, une de Hank Aaron en plein coup de circuit exposé devant le stade Truist Park d'Atlanta ou plusieurs représentations de Harriet Tubman et du chemin de fer clandestin. Il réalise également un bronze de Barack et Michelle Obama,.
Une de ses spécialités est l'utilisation innovante de l'espace négatif dans la sculpture. Il gère la société Ed Dwight Studios, basée à Denver. Ses installations abritent un studio, une galerie, une fonderie et une vaste collection de matériel de recherche,. Il s'agit de l'un des plus grands centres privés de production de sculptures de l'Ouest des États-Unis. Il essaie d'ailleurs à un moment de former un consortium d'artistes noirs au vu des nombreuses commandes mais il ne parvient pas un consensus sur la direction à prendre. La plupart de ses bronzes ne portent que sur le début de l'histoire des Afro-Américains, notamment l'esclavage, l'émancipation et l'après-reconstruction et il reste une grande partie de cette histoire à raconter.
En octobre 2024, il indique qu'il travaille sur un projet de mémorial pour les plages de Normandie, en hommage aux soldats noirs de la Seconde Guerre mondiale.

### Vol suborbital et reconnaissance par l'United States Space Force

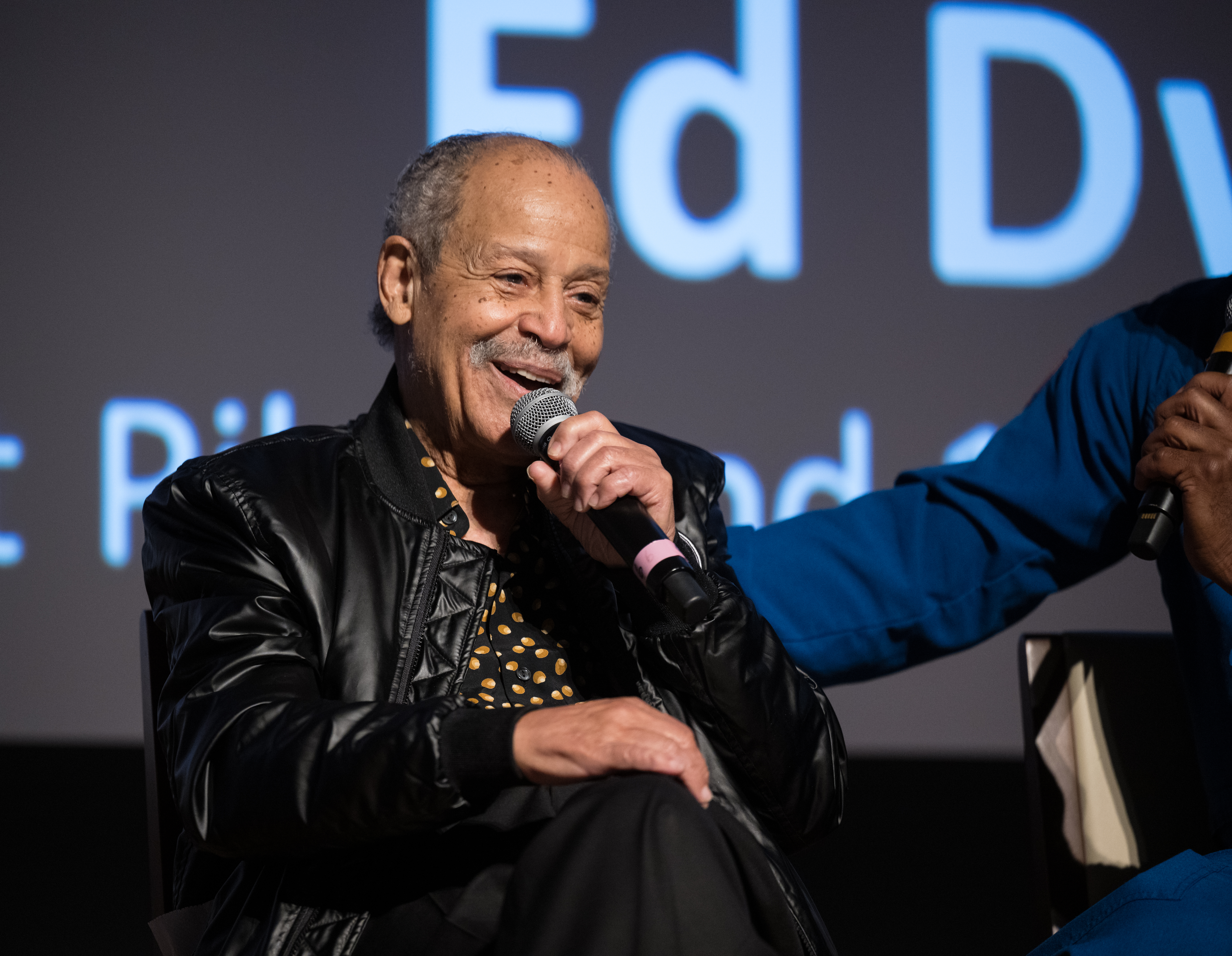
Ed Dwight en 2024 lors de la Black Space Week.

Le 7 août 2020, la nouvellement formée United States Space Force met à l'honneur Ed Dwight. Selon elle, « la lutte de Dwight pour l'égalité est l'une des nombreuses batailles pionnières de l'ère des droits civiques » et il reçoit lors de cet évènement le Air Force Commander's Award for Public Service (en). 

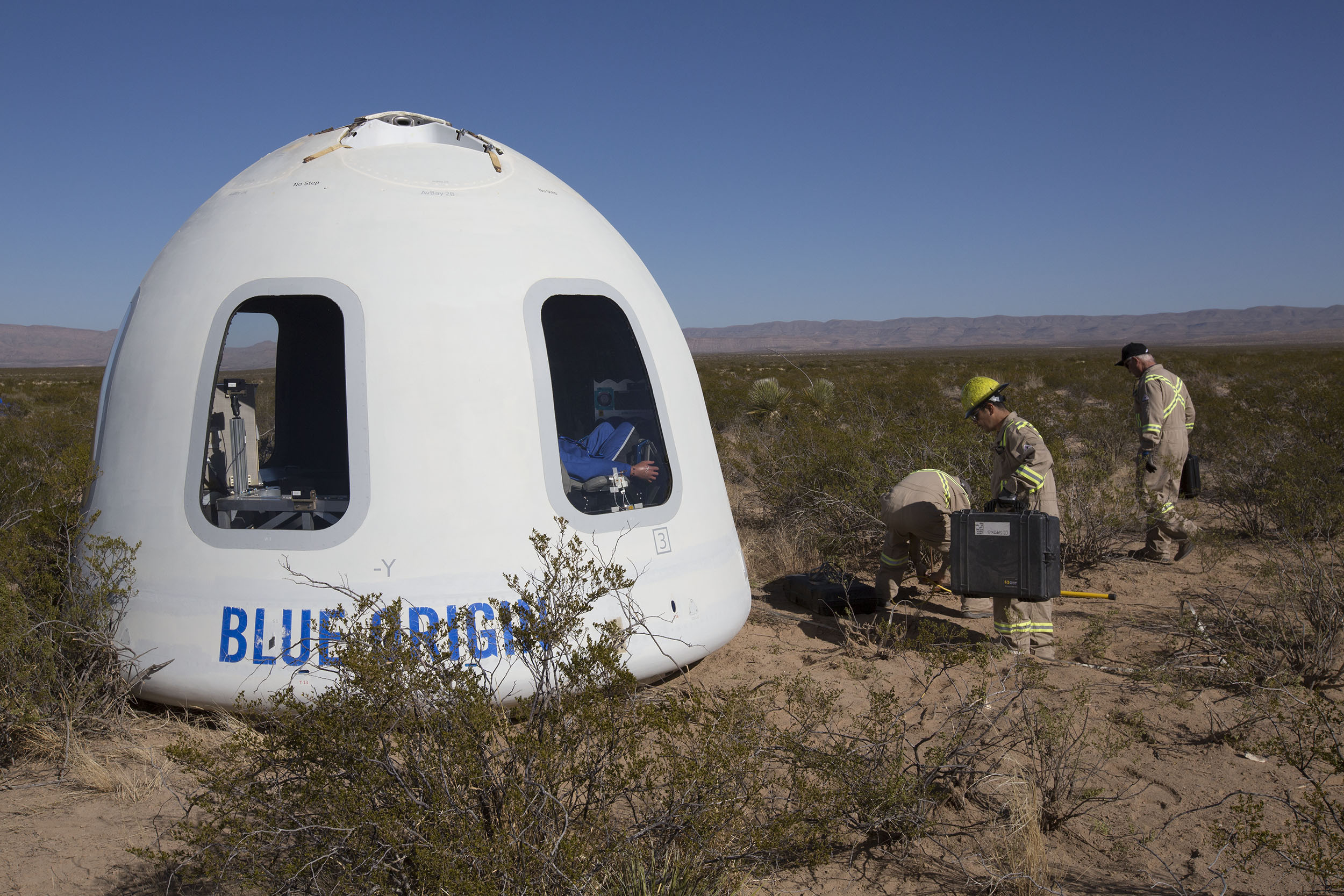
Une capsule New Shepard similaire à celle utilisée par Ed Dwight pour son vol suborbital.

En 2024, Ed Dwight est sélectionné comme passager de la mission de vol spatial suborbital New Shepard NS-25 de Blue Origin. Il est sponsorisé par Space For Humanity, une organisation militante qui sponsorise les vols de citoyens dans l'espace,. Le 19 mai 2024, il devient la personne la plus âgée à voler dans l'espace à plus de 90 ans, dépassant William Shatner,. Il atteint l'altitude de 106 km et obtient trois minutes d'apesanteur. Après son atterrissage, il déclare : « Je pensais que je n'avais pas besoin de ça dans ma vie, mais maintenant j'en ai besoin. Je suis aux anges… C'est une expérience qui a changé ma vie. Tout le monde doit le faire », ainsi que « il en aura fallu du temps ! »,.
La même année, il participe à la cinquième édition de la Black Space Week, un forum qui regroupe la communauté afro-américaine impliquée dans le domaine spatial : des astronautes, anciens ou actuels, des officiers de haut rang de l'armée de l'espace américaine, des acteurs, des entrepreneurs, des représentants du gouvernement, des étudiants et des scientifiques.

## Vie privée
Ed Dwight est élevé dans la religion catholique et est enfant de chœur durant sa jeunesse. En 1955, il épouse Sue Lillian James qu'il avait rencontrée à l'école à Kansas City. Ils ont deux enfants, Tina Sheere et Edward Joseph III. En 1964, il divorce et a la garde des enfants. Devant les obligations de conférences et le stress de sa formation, leur relation était devenue de plus en plus tendue, notamment sous le regard constant des médias.
Ed Dwight se remarie en 1966 mais son mariage ne tient que trente jours. Quelques mois après, il se marie avec Barbara, une ancienne amie d'enfance.
Il publie son autobiographie en 2009 : Soaring on the wings of a dream. Ed Dwight y présente sa version des faits sur de nombreux éléments de sa carrière militaire, spatiale et artistique. Il critique également les méthodes de l'engagement américain dans la guerre en Irak.

## Hommages et distinctions
- 1986 : Docteur honoris causa de l'université d'État de l'Arizona[37]
- 2020 :
  - Membre honoraire de la United States Space Force à Washington, D.C. et reçoit le Air Force Commander's Award for Public Service (en)[30].
  - Prix de la Fondation Bonfils-Stanton[38]
- 2021 : L'astéroïde (92579) Dwight est nommé en son honneur le 27 janvier 2021, dans la Minor Planet Circular no 128943[39].
- 2022 : Lauréat du prix College of Arts, Humanities and Social Sciences de l'université de Denver pour l'ensemble de ses réalisations[40]
- 2023 : Ed Dwight est intronisé frère honoraire de la fraternité Phi Beta Sigma lors du conclave de 2023, qui se tient à Houston, au Texas[41].
- 2024 : La démocrate Sharice Davids rend hommage à Ed Dwight dans une session au Congrès américain le 30 juillet[42].